# Clubiona shillongensis
Clubiona shillongensis är en spindelart som beskrevs av Majumder och Benoy Krishna Tikader 1991. Clubiona shillongensis ingår i släktet Clubiona och familjen säckspindlar. Inga underarter finns listade i Catalogue of Life.